# Erezie

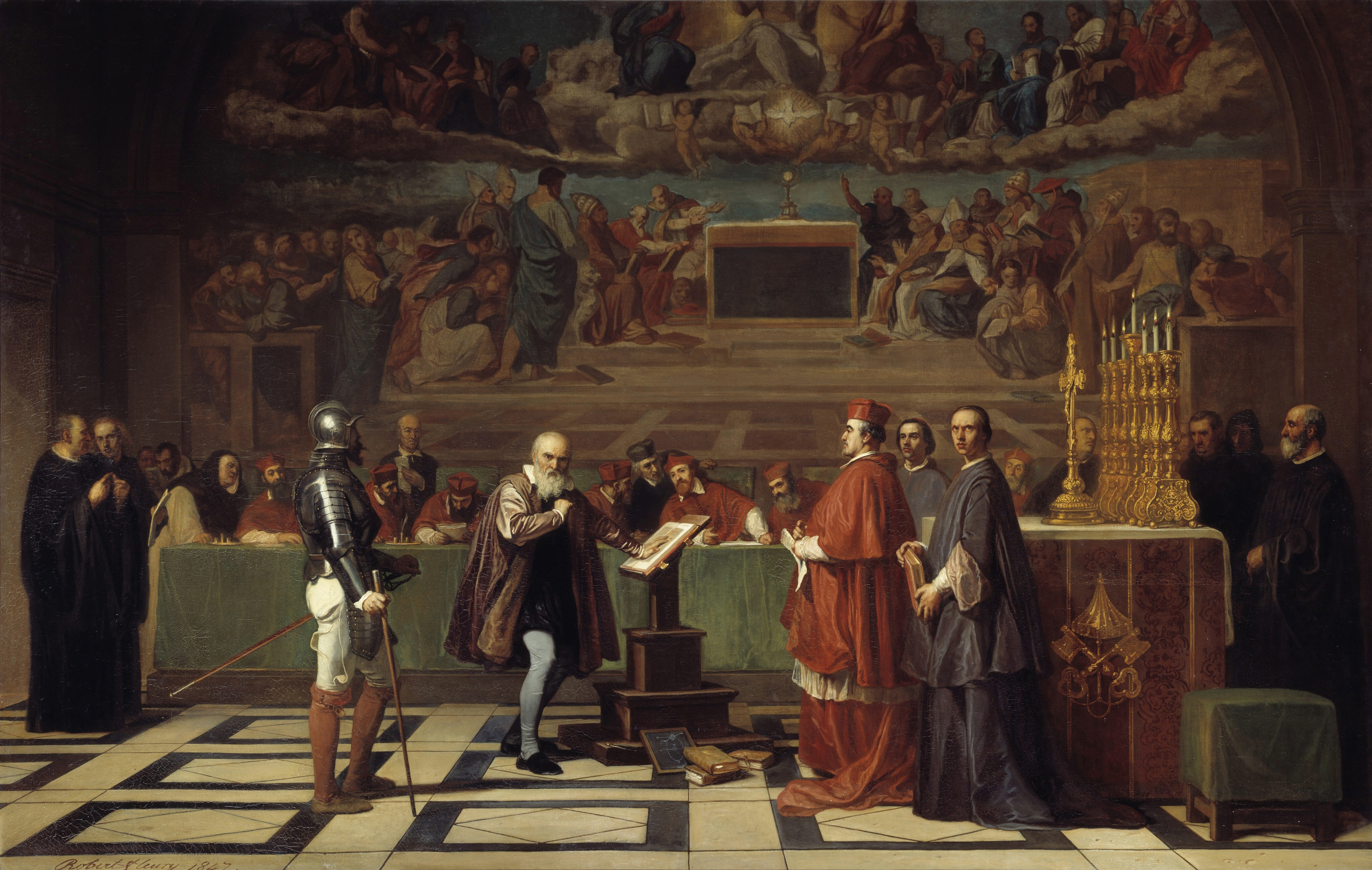
Galileo Galilei condamnat drept eretic

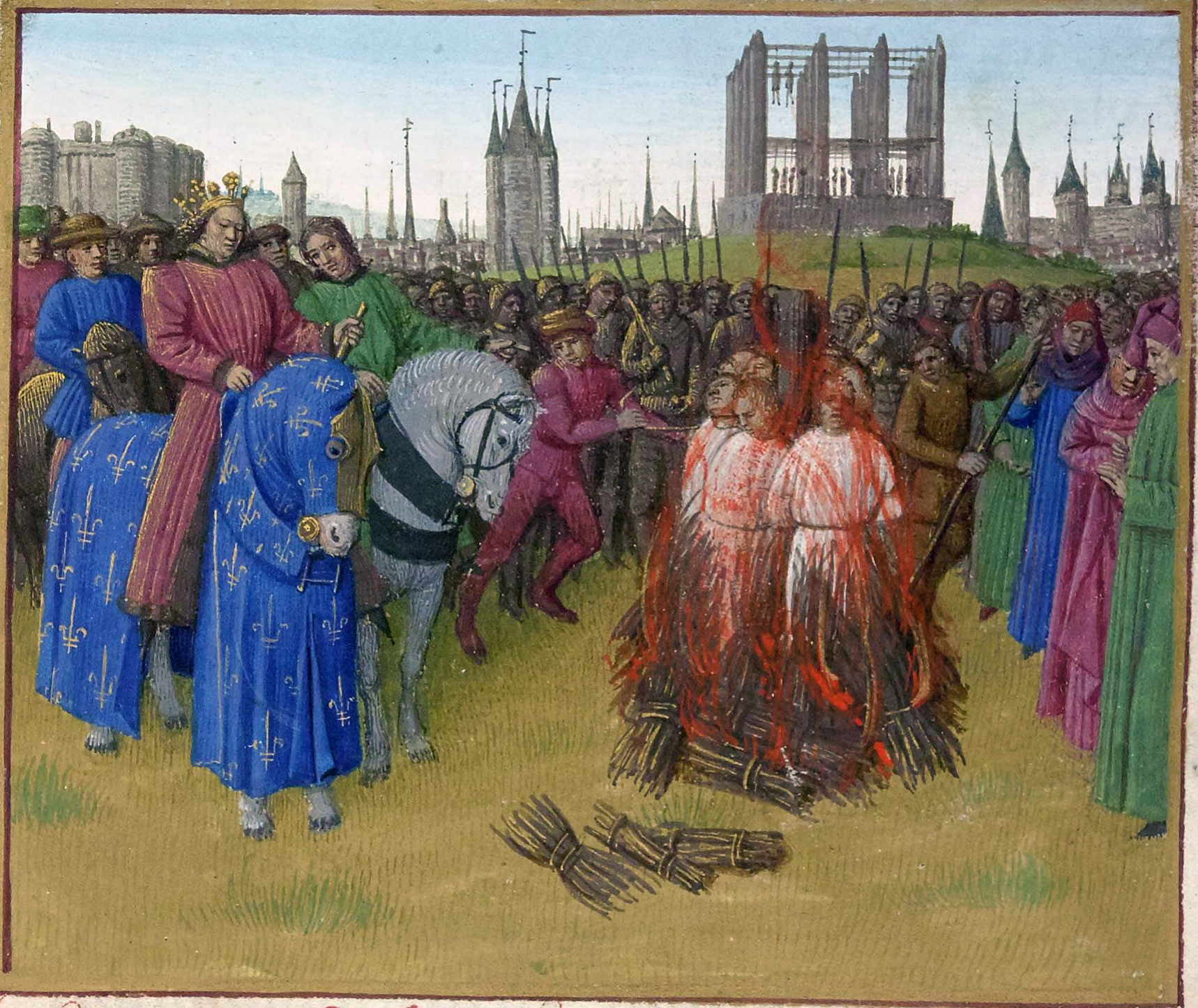
Un grup de amalricieni din Franța arși pe rug sub privirile regelui care i-a considerat eretici.

Ereziile (gr. hairesis și lat. haeresis
<=>opțiune, alegere) sunt un termen istorico-religios și teologic care desemnează un sistem de gândire sau credințe/convingeri contrare unui sistem dominant. 
În creștinătate s-au formulat de-a lungul timpului diverse „concepții particulare fie despre Sfânta Treime, fie despre dumnezeirea lui Iisus Hristos, sau despre firea Sa omenească, sau despre raportul dintre cele două firi în ipostasul Său dumnezeiesc, acestea din urmă fiind cunoscute sub numele de erezii hristologice. Se cunosc și erezii pnevmatologice, întâlnite în teologie sub numele de subordinaționism pnevmatologic, sau de pnevmatomahie”. De asemenea, ereziile care afectează viziunea corectă asupra Bisericii se numesc erezii eclesiologice.

## Etimologie
Termenul de „erezie” vine din grecescul αιρεσις, hairesis (de la αιρεομαι, haireomai, „a alege [ceva]”, „a opta [pentru ceva]”), care înseamnă a face o alegere din tot, a se rupe de totalitate - de întregimea învățăturii celei drepte, și de trupul Bisericii celei adevărate. Erezie și eretic sunt cuvintele pe care le folosește Irineu din Lyon în scrierea sa Contra Haereses (Împotriva tuturor ereziilor) pentru a descrie învățătura și pe cei care se opun Bisericii creștine, în opoziție cu poziția ortodoxă (de la ortho- „dreaptă” + doxa „gândire/credință”) a Bisericii creștine. 
La origine, erezia (în grecește haíresis) denumea o alegere rațională și pe deplin liberă – de aici și înțelesul de „școală filosofică, facțiune“. Chiar comunitatea primilor „creștini“ (evreii care credeau că Isus este Mesia și/sau Fiul lui Dumnezeu) era numită haíresis.
Aceeași filieră etimologică exploatează în zilele noastre teologul grec Christos Yannaras atunci când spune : „Erezia înseamnă a te opri numai la o parte din întreg și a o absolutiza, a o lua drept întregul în ansamblul lui. Cred că cea mai bună definiție a ereziei este aceasta: absolutizarea relativului și relativizarea absolutului.”

## Viziunea istoricilor religiei
Istoricii moderni, începând cu Walter Bauer neagă viziunea de istorie a bisericii a lui Eusebiu și anume că de la început ar fi fost clar care e adevărul creștin și că ereticii ar fi fost inspirați de Diavol să-l combată: ideea unității teologice a Bisericii creștine este un mit răspândit propagandistic de slujbașii bisericii la mult timp după evenimente, o mistificare sfruntată a realității istorice.
Ca rezultat al acestor cercetări, azi este recunoscut pe larg că proto-ortodoxia a fost pur și simplu una din multele interpretări concurente ale creștinismului din biserica timpurie. Nu era nicicum o interpretare de la sine înțeleasă și nici o viziune care ar proveni de la apostoli. Apostolii, de exemplu, nu i-au învățat pe alții Crezul de la Niceea și nici măcar ceva comparabil cu acest crez. Într-adevăr, pe atât cât putem cunoaște trecutul, creștinismul era din cale-afară de divers în exprimările sale teologice.— Bart D. Ehrman, Lost Christianities: The Battle for Scripture and the Faiths We Never Knew
Prin urmare, istoricii nu emit judecăți de valoare conform cărora o anumită biserică ar avea dreptate, iar ereziile combătute de ea ar fi toate, prin definiție, erori teologice. Prin natura profesiunii lor, istoricii nu pot ști cine are dreptate din punct de vedere teologic, dar pot ști cine a ieșit învingător din disputele cu alte secte. Pentru istorici, viziunea ortodoxă stă pe picior de egalitate cu viziunea ereticului, adică ambele sunt fenomene istorice reale care merită studiate cu atenție, cu respect pentru realitatea istorică, fără ca istoricii să ia apărarea celor considerați ortodocși mai degrabă decât a celor considerați eretici (sau invers).
O variantă sarcastică a acestei teze este:
Și le-a vorbit lor într-o pildă, zicând că într-o vreme era un om numit Joe. El i-a învățat pe alții multe lucruri foarte diferite de lucrurile pe care le învățau de la contemporanii lui. Cei care îl auzeau rămâneau impresionați de înțelepciunea lui. Unii chiar credeau că el era mai mult decât un simplu om. După ce el a murit, ideile sale au fost dezvoltate de alți oameni, din care unii nu erau așa de perspicaci ca Joe. Rezultatul a fost că în diverse locuri au apărut multe grupuri opuse, fiecare afirmând că reprezintă învățătura «adevărată» a lui Joe, în ciuda faptului că ele îi învățau pe oameni lucruri foarte diferite și aveau viziuni diferite despre cine era de fapt Joe. Asta a continuat timp de câteva secole dar în cele din urmă unul din grupuri, joeiștii, a fost în stare să domine celelalte grupuri prin manevre politice, bani gârlă, măiestrie administrativă și exercitarea forței. Odată ce au preluat puterea, joeiștii au persecutat fără milă celelalte grupuri, le-au distrus scrierile și au căutat să șteargă orice amintire despre ele. Câștigătorii acestei foarte murdare bătălii ideologice au purces apoi să rescrie istoria pentru a face să se creadă că joeiștii erau singurul grup care a existat de la începuturile joeismului. Ei au revizuit documente anterioare care vorbeau despre Joe pentru a le face să sune ca și cum Joe ar fi predat precis ceea ce credeau joeiștii. Ei au compilat aceste documente modificate într-o colecție de texte oficială și le permiteau oamenilor să citească doar din această antologie aprobată de cenzură. În plus, ei au formulat definiții foarte stricte asupra a ceea ce le era permis oamenilor să creadă și să afirme despre Joe. Astfel joeismul a devenit o religie mondială, s-a răspândit de-a lungul și de-a latul planetei, dar a rămas mereu sub controlul strict al liderilor din Joeville.— Dr. Rodney J. Decker, The Rehabilitation of Heresy: “Misquoting” Earliest Christianity: Part 1
Ortodoxie este doxa mea, heterodoxie este doxa ta.— J. Q. Adams

### Utilizare contemporană
Deși termenul este adesea utilizat pentru a indica orice credință neortodoxă, cum ar fi Păgânismul, prin definiție, erezia nu poate fi comisă decât de o persoană care se consideră ea însăși ca fiind creștină, dar respinge învățăturile Bisericii creștine. O persoană care renunță complet la creștinism nu este considerată eretică, ci apostată; o persoană care renunță la autoritatea Bisericii, dar nu la învățăturile sale este o schismatică, în timp ce un individ din afara Bisericii Ortodoxe care se consideră el însuși creștin poate fi numit heterodox.
De obicei, ereticii nu își definesc învățătura ca fiind eretică. Erezia este expresia unei vederi din interiorul unui sistem de credință stabilit. De exemplu, romano-catolicii îi consideră pe protestanți eretici în timp ce unii necatolici consideră catolicismul ca fiind „marea apostazie”.

## Erezii creștine vechi
Preocupări imperioase privitor la uniformitatea credinței și cultului au caracterizat creștinismul încă din primele zile. Procesul de stabilire a ceea ce înseamnă creștinismul ortodox a fost în toi de la mijlocul până la sfârșitul secolului I, când Apostolul Pavel a scris epistolele care constituie o mare parte din Noul Testament. În diverse ocazii din epistolele pauline, acesta își apără lucrarea apostolică și îi îndeamnă pe creștinii din diverse locuri să îi evite pe falșii învățători sau pe cei care învață orice este în contradicție cu ceea ce el le-a transmis. Epistolele lui Ioan și a lui Iuda, de asemenea, avertizează cu privire la falșii învățători, așa cum face și  Cartea Apocalipsei. Însă epistolele pastorale, atribuite în mod tradițional lui Pavel, sunt considerate creații ale unor discipoli ai lui Pavel la a doua sau a treia generație față de el. Combaterea de către Pavel a unor erezii apărute abia după moartea lui este un anacronism.
În primele secole, creștinismul a fost problematic din cauza impunerii venerării împăraților romani și a zeilor romani. În consecință, atunci când Biserica își eticheta inamicii ca "eretici" și îi alunga din comunități sau când rupea legăturile cu bisericile dizidente, ea nu avea puterea de a le persecuta. Totuși, aceia numiți "eretici" mai erau numiți și cu diverse nume (de ex "nebuni," "câini sălbatici," "slujitorii Satanei"), astfel încât, cuvântul "eretic" a avut o asociere negativă încă de la începuturi, așa cum s-a și intenționat.
La mijlocul secolului al II-lea, trei grupuri de creștini neortodocși au aderat la unele doctrine, fapt care a divizat comunitățile creștine din Roma: învățătorul Marcion, revărsarea cincizecimii a profeților creștini în extaz a revelației creștine, într-o mișcare numită "montanism" deoarece a fost inițiată de Montan și discipolele sale feminine și învățăturile gnostice ale lui Valentin. Primele atacuri asupra așa-ziselor erezii au constituit conținutul lucrării lui Tertulian, Rețete împotriva ereticilor (cu 44 de capitole și scrisă la Roma) și a lui Irineu' Contra ereticilor (ca 180, în cinci volume), scrisă în Lyon după reîntoarcerea sa dintr-o vizită la Roma. Scrisorile lui Ignatie de Antiohia și a lui Policarp de Smirna către diverse biserici au avertizat împotriva falselor învățături, iar Epistola lui Barnaba, acceptată de mulți creștini din secolul al II-lea ca parte componentă a Scripturii, avertiza asupra amestecării iudaismului cu creștinismul, la fel ca și alți scriitori. Toate acestea au condus la deciziile luate la Sinodul I Ecumenic, care a fost convocat de Împăratul Constantin cel Mare la Niceea în 325, ca răspuns la controversele polemice viitoare din cadrul comunităților creștine, în cazul de față disputele ariene privind natura Sfintei Treimi.
Irineu a fost primul care a susținut că poziția "proto-ortodoxă" era aceeași credință pe care Isus din Nazaret a transmis-o apostolilor și că identitatea apostolilor, a succesorilor și învățăturile acestora sunt cunoștințe publice bine cunoscute. Acesta a fost, așadar, un prim argument pe baza succesiunii apostolice. Oponenții lui Irineu au pretins că au primit învățături secrete de la Isus prin ceilalți apostoli care nu au fost făcute publice. (Gnosticismul se bazează pe existența unor cunoștințe ascunse, cu toate că scurte referințe la învățăturile private ale lui Isus au supraviețuit și în Scriptura canonică.) Oponenții lui Irineu au pretins, de asemenea, că izvorul nesecat al inspirației divine nu a secat, adică doctrinele revelației continue.
Înainte de 325, natura "eretică" a unor credințe a fost subiectul unor dezbateri îndelungate în cadrul Bisericii. În biserica primară, ereziile erau uneori stabilite de un sinod de episcopi aleși sau de un sinod ecumenic, cum a fost Primul Sinod de la Niceea. După 325 DH, unele opinii au fost formulate ca dogme prin intermediul canoanelor emise de sinoade. Fiecare frază din Crezul de la Niceea, care a fost fixat la Sinodul de la Niceea, conține unele aspecte care au fost subiectul unor discuții aprinse și care astfel au fost stinse prin puterea deciziei a 300 de episcopi aleși cu grijă din întreg imperiul. Cu toate acestea, Sinodul nu a reușit să împiedice ca arienii, învinși în 325, să domine majoritatea bisericii în cea mai mare parte a secolului al IV-lea, adesea cu ajutorul împăraților romani care îi favorizau. În Răsărit, adepții lui Chiril i-au declarat pe Nestorie și pe adepții lui eretici și le-a confiscat și ars scrierile.
Biserica avea o posibilitate redusă pentru a-i pedepsi într-adevăr pe eretici în perioada primară, în afară de excomunicare, o pedeapsă spirituală, sau, în cazul lui Arie din Alexandria, asasinarea (Cu toate că acest lucru este discutabil, el fiind sprijinit de regalitate iar sfârșitul lui a fost unul mai mult decât ciudat. Ne este descrisă astfel: Pe când Arie călătorea pentru a sluji Sfânta Liturghie cu episcopul, care fusese obligat la acest lucru pentru a arăta poporului că nu este într-adevăr nici o diferență între credința Bisericii și a lui Arie, tradiția ne spune că Arie s-a oprit pentru necesități firești. La scurt timp, ucenicii săi au intrat peste el să vadă ce s-a întâmplat și de ce întârzie. În mod evident, îi ieșiseră intestinele afară din el.). Pentru aceia care o acceptau, o excomunicare era cea mai grea formă de pedepsire, deoarece prin aceasta erau separați de trupul lui Hristos, Biserica Sa și astfel era împiedicată mântuirea. Excomunicarea, sau doar amenințarea cu aceasta, era suficientă pentru a convinge majoritatea ereticilor să renunțe la vederile lor. Pustnicul hispanic Priscillian de Avila a fost prima persoană executată pentru erezie, la doar șaizeci de ani după Primul Sinod de la Niceea, în 385. El a fost executat din ordinul împăratului Magnus Maximus, care a trecut peste obiecțiile procedurale ale episcopilor Ambrozie al Milanului și Martin de Tours.
Unele dintre credințele pe care Biserica le consideră eretice sunt cele care privesc Hristologia, firea lui Isus Hristos și relația dintre Hristos și Dumnezeu Tatăl. Învățătura istorică spune că Hristos a fost Dumnezeu deplin și om deplin în același timp și că cele trei persoane ale Sfintei Treimi sunt egale și eterne. Este de remarcat că această poziție nu a fost declarată oficial ortodoxă până când nu a fost pusă sub semnul întrebării de Arie în secolul al IV-lea (Crezul de la Niceea în 325); și nici Noul Testament nu a fost pus în forma prezentă până la sfârșitul secolului al IV-lea (Atanasie de Alexandria a fost primul care a alcătuit lista celor 27 de cărți pe care le avem în prezent în Noul Testament, lista datează din anul 367), dar acest fapt este disputat. Conform istoriei mainstream, consensul în privința canonului Noului Testament s-a format începând cu secolul al V-lea.
Edictul lui Teodosiu al II-lea din 435 prevedea pedepse grele pentru cei care dețineau sau răspândeau scrieri ale lui Nestorie. Cei la care erau găsite scrieri ale lui Arie erau condamnați la moarte.
De-a lungul anilor, numeroși profesori și predicatori creștini au fost în dezacord cu Biserica privind diverse subiecte și doctrine. Când Biserica a luat la cunoștință aceste credințe, ele au condamnate ca eretice. Istoric, acest lucru s-a întâmplat adesea atunci când credința a contestat, sau a părut că o face, autoritatea Bisericii sau a dus la o formarea unui grup de adepți care contestau ordinea socială stabilită.  Din motive pe de-a-ntregul seculare, unii oameni influenți au avut un interes în menținerea unui status quo sau în condamnarea unui grup pe care îl doreau îndepărtat. Explicațiile din interiorul Bisericii pentru acțiunile proprii se bazau în întregime pe obiecții la credințe și filozofii mai mult decât pe opoziția la interpretare Sfintei Scripturi sau pe interpretarea oficială a Sfintei Tradiții.
Cele mai cunoscute erezii sunt următoarele:
- Adopționism
- Aftartodochetism
- Apolinarianism
- Arianism
- Bogomilism
- Docetism
- Donatism
- Gnosticism
- Luciferianism
- Maniheism
- Marcionism
- Mesalianism
- Monarhism
- Monofizism
- Montanism
- Nestorianism
- Patripasianism
- Priscilianism
- Psilantropism
- Sabelianism
- Socianism

### În limba română
- Ioan Petru Culianu, Gnozele dualiste ale Occidentului, Polirom, Iași, 2002.
- Ioan Petru Culianu, Iter in silvis. Eseuri despre gnoză și alte studii, Polirom, Iași, 2012.
- Harold O.J. Brown, Imaginea lui Isus Cristos în oglinda ereziilor și în cea a ortodoxiei creștine, tr. Dan Siserman, Humanitas, București, 2023.
- Bart D. Ehrman, Ce s-a pierdut din creștinism. Bătăliile pentru Scriptură și credințele pe care nu le-am cunoscut, tr. Cornelia Dumitru, Humanitas, București, 2019.
- Art. "Erezii", în: Pr. Prof. Dr. Ion Bria, Dicționar de teologie ortodoxă, EIBMBOR, București, 1981
- Gheorghe Vlăduțescu, Ereziile evului mediu creștin, Editura Enciclopedică,București, 1974
- Steve Runciman, Maniheul medieval, tr. Alexandru Damian Anfile, Mihai Grigore, Nemira, București, 2016.
- Hipolit din Roma, Respingerea tuturor ereziilor, tr. Octavian Cocoș, Herald, București, 2017.
- Epifanie din Salamina, Panarion. Împotriva tuturor ereziilor, tr. Dionisie Pîrvuloiu, EIBMBOR, București, 2022.
- Irineu din Lyon, Împotriva ereziilor, Combatere și răsturnare a gnozei cu nume mincinos, 3 volume, tr. Petru Molodeț, EIBMBOR, București, 2016-2018.
- A. Tache Știința în Evul Mediu în (colectiv de autori), Figuri ilustre din Evul mediu, Editura Tineretului, p 11

### În limba engleză
- Hopkins, Keith (2 noiembrie 2017). „12 - Christian Number and its implications”.  În Kelly, Christopher. Sociological Studies in Roman History. Cambridge University Press. p. 442. doi:10.1017/cbo9781139093552.014.
- Hopkins, Keith; Kelly, Christopher (2018). „12 - Christian Number and its implications”. Sociological Studies in Roman History. Cambridge Classical Studies. Cambridge University Press. p. 442. ISBN 978-1-107-01891-4. Accesat în 10 iulie 2022.